# 원남면 (음성군)
원남면(遠南面)은 대한민국 충청북도 음성군의 면이다. 음성군의 최남단에 위치해 있다.

## 행정 구역
- 구안리(九安里)
- 덕정리(德亭里)
- 마송리(馬松里, 1~3리)
- 문암리(文巖里, 1~4리)
- 보룡리(普龍里, 1~2리)
- 보천리(甫川里, 1~3리): 행정복지센터 소재지
- 삼용리(三龍里, 1~2리)
- 상노리(上老里)
- 상당리(上唐里, 1~2리)
- 조촌리(助村里, 1~3리)
- 주봉리(住鳳里, 1~3리)
- 하노리(下老里, 1~3리)
- 하당리(下唐里, 1~2리)

## 주요기관
교육기관
- 초등학교
  - 하당초등학교 (하당리)
  - 원남초등학교 (보룡리)
    - 문암분교 (폐교) - 충청대로 232 (문암리)

의료기관
- 음성군보건소 원남보건지소
  - 조촌보건진료소
  - 주봉보건진료소

관광
- 반기문 유엔 사무총장 생가마을